# Dhulatia
Dhulatia fou un estat tributari protegit a l'Índia central, del tipus thakurat garantit. Va formar part de l'agència de Malwa Occidental i després de la d'India Central i la de Malwa.
Rebia una subvenció de 40 lliures cada any del maharajà dels Sindhia de Gwalior i 60 lliure dels Holkar d'Indore, com a tankha per la utilització de les terres a Mahidpur (Mehidpur) i Depaldur. Els ingressos estimats el 1901 eren de 1.221 rúpies.
El sobirà portava el títol de thakur i era un rajput del clan khichi.